# Umbridae
Црнке (Umbridae) настањују споротекуће и стајаће воде Евроазије и Северне Америке. Углавном су везане за муљевито дно. 

## Опис
Карактерише их леђно пераје смештено далеко назад, близу репа, неупадљива кљунаста грбица и округласта грудна пераја, дубоко подвучена, близу ждрела. Зуби се налазе и на непчаним костима и на вомеру, а на вилицама су постављени у неколико низова. Мрести се у пролеће.

## Класификација
Породица Umbridae има три рода и пет врста од којих у Европи живе две врсте – аутохтона Umbra krameri и интродукована Umbra pygmaea. У Србији живи само Umbra krameri. Поред европске врсте у овај род спадају и Umbra limi и Umbra pygmaea. Врсте Umbra limi (Kirtland, 1841) и Umbra pigmea (Dy Kay, 1842) распрострањене су у централним и источним деловима Северне Америке.

## Распрострањеност
Род Umbra  садржи три врсте: Umbra krameri, Umbra pygmaea и Umbra limi. Црнка (Umbra krameri) насељава слив Дунава и Дњепра тј. југоисточни део Европе (Блатно и Нижидерско језеро, доњи ток Дњепра), део Мађарске, Чешке и Словачке. Источна умбра (Umbra pygmaea (Dy Kay, 1842)) насељава исток САД и југоисток Канаде. Америчка умбра (Umbra limi (Kirtland, 1841) насељава регион Великих језера и басена реке Мисисипи у Северној Америци. 
Umbra spp. најчешће се налазе у атлантским обалним подручјима Северне Америке, дуж мочвара, подручја са ниском концентрацијом кисеоника у области Мисисипија, и у сличним окружењима у Европи. Род Novumbra садржи једну врсту Novumbra hubbsi. Може се срести на западној обали Северне Америке. Аљаска црна риба, (Dallia pectoralis) се може пронаћи на Аљасци и малом региону у североисточном Сибиру.